# Ahshislepelta
Ahshislepelta is een geslacht van plantenetende ornithischische dinosauriërs, behorend tot de groep van de Ankylosauria, dat tijdens het late Krijt leefde in het gebied van het huidige Noord-Amerika. De enige benoemde soort is Ahshislepelta minor.

## Vondst en naamgeving
In 2005 werd bij de Meyers Creek, in het San Juan Basin in New Mexico het fossiel gevonden van een ankylosauriër. Dat werd dat jaar en in de veldseizoenen 2006-2009 opgegraven door een team van het State Museum of Pennsylvania.
De typesoort Ahshislepelta minor is in 2011 benoemd en beschreven door Michael Burns en Robert Sullivan. De geslachtsnaam verbindt de tegenwoordig meer gebruikelijke halfindiaanse naam van de Meyers Creek, de Ah-shi-sle-pah Wash met een Klassiek Grieks πέλτη, peltè, "klein schild", een gebruikelijk element in de namen van de gepantserde ankylosauriërs. De soortaanduiding betekent "de kleinere" in het Latijn en is een verwijzing naar de geringe grootte.
Het holotype, SMP VP-1930, is gevonden in een laag van de Hunter Wash-afzetting van de Kirtlandformatie die dateert uit het late Campanien, ongeveer vijfenzeventig miljoen jaar oud. Het bestaat uit een gedeeltelijk skelet zonder schedel van een vermoedelijk volwassen exemplaar. Bewaard zijn gebleven: de schoudergordel, een opperarmbeen en een bovenste spaakbeen van de linkervoorpoot, verschillende stukken wervel en osteodermen, beenplaten.

## Beschrijving
Ahshislepelta is een vrij kleine ankylosauriër. Het opperarmbeen is eenendertig centimeter lang wat wijst op een lichaamslengte van vier meter en een gewicht van een ton. De schoudergordel is eenenvijftig centimeter lang.
De beschrijvers wisten één unieke afgeleide eigenschap vast te stellen: een uitsteeksel op het schouderblad, de processus acromialis vormt een overhang die een kwart bedraagt van de breedte van dat schouderblad.
Het schouderblad en het ravenbeksbeen zijn hecht vergroeid tot een scapulocoracoïde, een teken dat het niet om een jong dier gaat. Het blad van het schouderblad is vrij breed. Het opperarmbeen is massief gebouwd. Het heeft een goed ontwikkelde deltopectorale kam die vijftien centimeter uitsteekt en onder een hoek van 23° van de schacht afstaat. Van het spaakbeen is het bovenste twee derde teruggevonden met een lengte van ongeveer zeventien centimeter.
Er is een groot aantal beenplaten bekend, enkele daarvan waren vastgegroeid aan het linkerschouderblad. De grotere zijn cirkelvormig of halvemaanvormig met een gebogen kiel en een holle bodem zodat de dikte niet groot is; de kleinere hebben een hogere kiel en zijn meer ovaal van vorm. De grootste gevonden osteoderm heeft een afmeting van vijftien bij twaalf centimeter en een kiel die tien centimeter hoog is. De kleinste elementen hebben en doorsnede van één centimeter. Ankylosauriërsoorten hebben een kenmerkende oppervlaktestructuur van hun osteodermen. Die van Ahshislepelta lijkt echter op die van Euoplocephalus: het ruwe oppervlak wordt gevormd door gelijkmatig verdeelde putjes, doortrokken door een wijd uiteenstaand netwerk van groeven voor de aderen en zenuwen waarbij de openingen daarvoor kops op het botoppervlak staan. Omdat het exemplaar zoveel kleiner is dan Euoplocephalus en vanwege het afwijkende schouderblad werd geconcludeerd dat het toch een apart taxon betreft.

## Fylogenie
Ahshislepelta is door de beschrijvers in de Ankylosauridae geplaatst en daarbinnen in de Ankylosaurinae. Een exacte kladistische analyse is echter niet uitgevoerd.